# 郡上藩
郡上藩（ぐじょうはん）は、江戸時代に美濃国（現在の岐阜県郡上市八幡町）に存在し郡上郡の大半と越前国の一部を統治した藩。藩庁は八幡城。八幡藩（はちまんはん）とも。

## 藩史

### 遠藤氏
郡上は戦国時代、織田信長や豊臣氏の家臣であった遠藤氏、次いで稲葉氏の支配下にあった。関ヶ原の戦いで稲葉貞通が豊後臼杵に移された後、遠藤慶隆も関ヶ原の戦いで東軍に与して戦功を挙げたことから、慶隆は2万7000石を与えられて旧領復帰を許され、郡上藩が立藩した。
第3代藩主・遠藤常友は弟の常昭に2000石(乙原遠藤家)、同じく常紀に1000石を分与(和良遠藤家)し旗本としたため、郡上藩は2万4000石となった。寛文7年（1667年）に城を大改修し、遠藤氏は「城主格」から正式な「城主」として遇されることとなった。
第4代藩主・遠藤常春の代である延宝5年（1677年）から百姓一揆と家中騒動が勃発する。常春はこれを天和3年（1683年）に一応鎮めたが、元禄2年（1689年）3月24日に死去した。
常春の跡を継いだ常久はしかし元禄5年（1692年）3月29日に7歳で死亡。嗣子もおらず、本来であれば改易となるところだったが、藩祖・慶隆の功績を賞して存続が許され、将軍側室・お伝の方の甥の遠藤胤親が遠藤家の家督を継ぎ、同年5月に常陸・下野両国内で1万石を与えられて移封となった。分家していた乙原と和良の両遠藤家は、そのまま郡上郡内の知行所を保ち明治の版籍奉還に至った。

### 井上氏
同年11月、井上正任が常陸笠間藩から5万石で入った。しかし第2代藩主・井上正岑の代である元禄10年（1697年）6月、丹波亀山藩に移封された。

### 金森氏
その後に出羽上山藩から金森頼旹が入った。ところが第2代藩主・金森頼錦の代である宝暦4年（1754年）から4年の長きにわたって年貢増徴に反対する百姓一揆が起こる（いわゆる郡上一揆）。さらには石徹白騒動（白山中居神社の指導権をめぐっての神主派・神頭職派の争い）と続き、頼錦は宝暦8年（1758年）12月に所領を没収されて改易となり、盛岡藩へ身柄を預けられた。

### 青山氏
その後、丹後宮津藩から青山幸道が4万8000石で入る。幕末期の藩主・青山幸哉は日本で最初にメートル法を紹介したとされている『西洋度量考』の編者として知られている。最後の藩主・青山幸宜は戊辰戦争で新政府側に与したが、家老の朝比奈藤兵衛の子の茂吉は凌霜隊を組織して旧幕府側に味方するなど、藩は2つに分かれて混乱した。
明治4年（1871年）の廃藩置県で郡上藩は廃されて郡上県となり、旧郡上藩領は同年11月に岐阜県と福井県に分割され編入された。

## 歴代藩主

### 遠藤家
2万7000石→2万4000石 外様
1. 慶隆
2. 慶利
3. 常友
4. 常春
5. 常久

### 井上家
5万石 譜代
1. 正任
2. 正岑

### 金森家
3万8000石 外様
1. 頼旹
2. 頼錦

### 青山家
4万8000石 譜代
1. 幸道
2. 幸完
3. 幸孝
4. 幸寛
5. 幸礼
6. 幸哉
7. 幸宜

## 幕末の領地
- 美濃国
  - 郡上郡のうち - 125村

木尾村、繁在村、根村、下田村、高原村、粥川村、赤池村、杉原村、鬮本村、門福手村、那比村、寺本村、亀尾島村、鈴原村、腰細村、勝原村、大矢村、福野村、野尻村、新羽根村、下刈安村、上刈安村、三日市村、相戸村、深戸村、梅原村、名津佐村、東乙原村、千虎村、穀見村、中野村、勝更村、島方村、赤谷村、田尻村、川佐村、市島村、在原村、歩岐村、小久須見村、大久須見村、二間手村、畑佐村、小川村、坂本村、鎌辺村、漆原村、口長尾村、奥長尾村、東気良村、西気良村、寒水村、神谷村、下津原村、吉田村、石原村、符路村、鶴佐村、小野村、五町村、坪佐村、場皿村[1]、小瀬子村、大瀬子村、口神路村、中神路村、上神路村、河辺村、万場村、今万場村、名皿部村、落部村、島馬場村、内ヶ谷村、越佐村、向小駄良村、二日町村、長滝村、歩岐島村、前谷村、鮎走村、正ヶ洞村、中切村（現・郡上市高鷲町大鷲）、穴洞村、西洞村（現・郡上市高鷲町西洞）、鷲見村、向鷲見村、切立村、阿多岐村、折村、高久村、藤林村、畑ヶ谷村、栃洞村、橋詰村、野添村、中西村、陰地村、那留村、白鳥村、為真村、大島村、中津屋村、剣村、徳永村、牧村、大間見村、小間見村、西俣村、母袋村、東俣村、戒仏村、坪谷村、為安村、鳩畑村、深皿村、原村、中切村（現・郡上市八幡町初音）、是本村、中坪村、上之洞村、安久田村、印雀村、西洞村（現・郡上市八幡町初音）、鬼谷村、八幡町
- 越前国
  - 南条郡のうち - 5村　千福村に 千福陣屋を置いていた。

千福村・妙法寺村・上野村・金粕村・中津原村（小浜藩と相給）
- - 丹生郡のうち - 13村（うち1村を本保県に編入）

石生谷村・上野村・野村・寺村・蝉口村・下大倉村・吉田村・田村・二町掛村・冬島村・和田村・余田村（幕府領と割郷）・朝日村（幸若領と相給）
- - 大野郡のうち - 66村　郡上藩は井上家以来、若猪野村に若猪野陣屋を置き、常時代官を二人ずつ配置して年貢収納を初め民政一般を担当させた。

若猪野村、上高島村、北市村、細野村、上野村、野尻村、朝日村、栃神谷村、河合村、木根橋村、小原村、朝日前坂村、角野前坂村、後野村、伊月村、川合村、貝皿村、板倉村、新河原村、川島村、西勝原村、仏原村、上打波村、吉村、土布子村、北山村、下打波村、東勝原村、東山村、下高島村、米俵村、薬師神谷村、伊勢村、松田村、田名部村、巣原村、温見村、木本地頭村、森山村、大矢谷村、岩ヶ野村、発坂村、別所村、寺尾村、暮見村、大渡村、野津又村（現・勝山市）、長野村、鷲村、角野村、下大納村、下山村、石谷村、松丸村、下麻生島村、横倉村、御給村、市布村（現・大野市）、上半原村、下半原村、荷暮村、井ノ口村、森政領家村、平沢地頭村、平沢領家村、久沢村